# The Kissing Booth 2
The Kissing Booth 2 (bra: A Barraca do Beijo 2; prt: A Banca dos Beijos 2) é um filme americano de comédia romântica de 2020, dirigido por Vince Marcello e escrito por ele e Jay Arnold, sendo uma sequência direta do filme The Kissing Booth (2018) e o segundo capítulo da trilogia (baseada nos livros de Beth Reekles). É estrelado por Joey King, Joel Courtney e Jacob Elordi. Foi lançado em 24 de julho de 2020 pela Netflix e, embora alguns críticos tenham considerado uma melhora em relação ao seu antecessor, o filme ainda recebeu críticas majoritariamente negativas. Em 26 de julho de 2020, dois dias após o lançamento, a plataforma confirmou que o terceiro filme já havia sido gravado, lançado em 11 de agosto de 2021.

## Premissa
Elle enfrenta as dificuldades de um relacionamento à distância, enquanto dúvidas e inseguranças sobre uma possível traição de Noah continuam a rondar sua mente. Com o início de um novo ano letivo — o último para ela e seu melhor amigo, Lee — surge também uma grande decisão: cursar a faculdade ao lado de Lee ou de Noah. A chegada de novos rostos intensifica ainda mais os conflitos, abalando o relacionamento de Elle e Noah.

## Elenco
| Intérprete                | Personagem            |
| ------------------------- | --------------------- |
| Joey King                 | Rochelle "Elle" Evans |
| Joel Courtney             | Lee Flynn             |
| Jacob Elordi              | Noah Flynn            |
| Taylor Zakhar Perez       | Marco Valentin Peña   |
| Maisie Richardson-Sellers | Chloe Winthrop        |
| Molly Ringwald            | Sra. Flynn            |
| Meganne Young             | Rachel                |
| Stephen Jennings          | Mike Evans            |
| Chloe Williams            | Joni Evans            |
| Morné Visser              | Sr. Flynn             |
| Bianca Bosch              | Olivia                |
| Zandile Madliwa           | Gwyneth               |
| Camilla Wolfson           | Mia                   |
| Carson White              | Brad Evans            |
| Judd Krok                 | Ollie                 |
| Frances Sholto-Douglas    | Vivian                |
| Evan Hengst               | Miles                 |
| Sanda Shandu              | Randy                 |
| Hilton Pelser             | Barry                 |
| Trent Rowe                | Melvin                |
| Michelle Allen            | Heather               |
| Joshua Eddy               | Tuppen                |
| Nathan Lynn               | Cameron               |
| Byron Langley             | Warren                |
| David Morin               | Diretor Morin         |

## Produção

### Seleção de elenco
Em fevereiro de 2019, foi anunciado que Joey King, Joel Courtney e Jacob Elordi reprisariam seus papéis, com direção de Vince Marcello, que também escreveu o roteiro ao lado de Jay Arnold. A distribuição foi feita pela Netflix. Em maio de 2019, Maisie Richardson-Sellers e Taylor Zakhar Perez se juntaram ao elenco, enquanto Meganne Young, Carson White e Molly Ringwald retornaram aos seus papéis.

### Filmagens
As filmagens foram concluídas em agosto de 2019 e ocorreram na África do Sul.

## Lançamento
O filme foi lançado em 24 de julho de 2020 na Netflix, se tornando o título mais assistido na plataforma durante o fim de semana de estreia, enquanto o primeiro filme da franquia ocupou a terceira posição. No segundo fim de semana, caiu para o segundo lugar, com a Forbes destacando-o como "um dos filmes mais populares da história da plataforma". Em outubro de 2020, a Netflix revelou que 66 milhões de lares assistiram ao filme nas primeiras quatro semanas após o lançamento.

## Recepção

### Resposta da crítica
No site agregador de críticas Rotten Tomatoes, o filme possui uma aprovação de 27% com base em 41 avaliações, e uma classificação média de 4,3/10. O consenso dos críticos no site diz: "Joey King melhora The Kissing Booth 2 mais do que o esperado, mas essa sequência apressada vai deixar o público fazendo beicinho pelos motivos errados." No Metacritic, o filme tem uma média ponderada de 39 de 100, com base em 12 críticas, indicando avaliações "geralmente desfavoráveis".
Kate Erbland, da IndieWire, deu uma nota C+ e escreveu: "Embora ofereça um certo crescimento necessário para todos os seus personagens, The Kissing Booth 2 nunca consegue evitar parecer e agir como dezenas de outras produções do mesmo gênero, incapaz de ir além das complicações básicas e dramas repetitivos. Ainda assim, há indícios de que sua evolução tem alguns truques a mais, com sua conclusão sendo um deles, sugerindo um possível avanço." Clarisse Loughrey, do The Independent, deu ao filme a nota 2 de 5 estrelas, escrevendo: "A favor de The Kissing Booth 2, não é tão agressivamente problemático quanto seu antecessor."
Adam Graham, do The Detroit News, deu ao filme uma nota B e escreveu que "é uma fantasia beijada e ensolarada com um elenco cativante e uma apresentação elegante que oferece uma fuga fácil, e isso também está bom." Robyn Bahr, do The Hollywood Reporter, escreveu que o filme "mergulha na lama do que acontece quando o brilho de um novo relacionamento desaparece" e concluiu: "Como eu poderia ter dito nos meus próprios dias de escola, The Kissing Booth 2 é 'muito bobo', mas ainda assim não é tão agredível quanto outras comédias adolescentes de baixo orçamento da Netflix."

## Sequência
Com o lançamento do segundo filme, foi revelado que o terceiro foi filmado junto com ele. Foi lançado em 11 de agosto de 2021.